# ナクソス県

ナクソス県
Περιφερειακή ενότητα Νάξου測地系: 北緯37度00分 東経25度30分 / 北緯37.000度 東経25.500度座標: 北緯37度00分 東経25度30分 / 北緯37.000度 東経25.500度

ナクソス県（ナクソスけん、Περιφερειακή ενότητα Νάξου）は、ギリシャ共和国の南エーゲ地方を構成する行政区（ペリフェリアキ・エノティタ）のひとつ。キクラデス諸島のナクソス島（ギリシア語: Νάξος / Naxos）などの島々からなる。

## 地理
キクラデス諸島の東南部に位置する、ナクソス島などの島々からなる。

## 行政区画

旧キクラデス県の自治体

### 市（ディモス）
ミロス県は、以下の自治体（ディモス、市）から構成される。面積の単位はkm²、人口は2001年国勢調査時点。
|    | 自治体名               | 綴り                      | 政庁所在地    | 面積  | 人口   |
| -- | ---------------------- | ------------------------- | ------------- | ----- | ------ |
| 2  | アモルゴス             | Αμοργός                   | アモルゴス    | 126.4 | 1,859  |
| 13 | ナクソス・小キクラデス | Νάξος και Μικρές Κυκλάδες | ナクソス (en) | 495.8 | 19,074 |

### 旧自治体（ディモティキ・エノティタ）

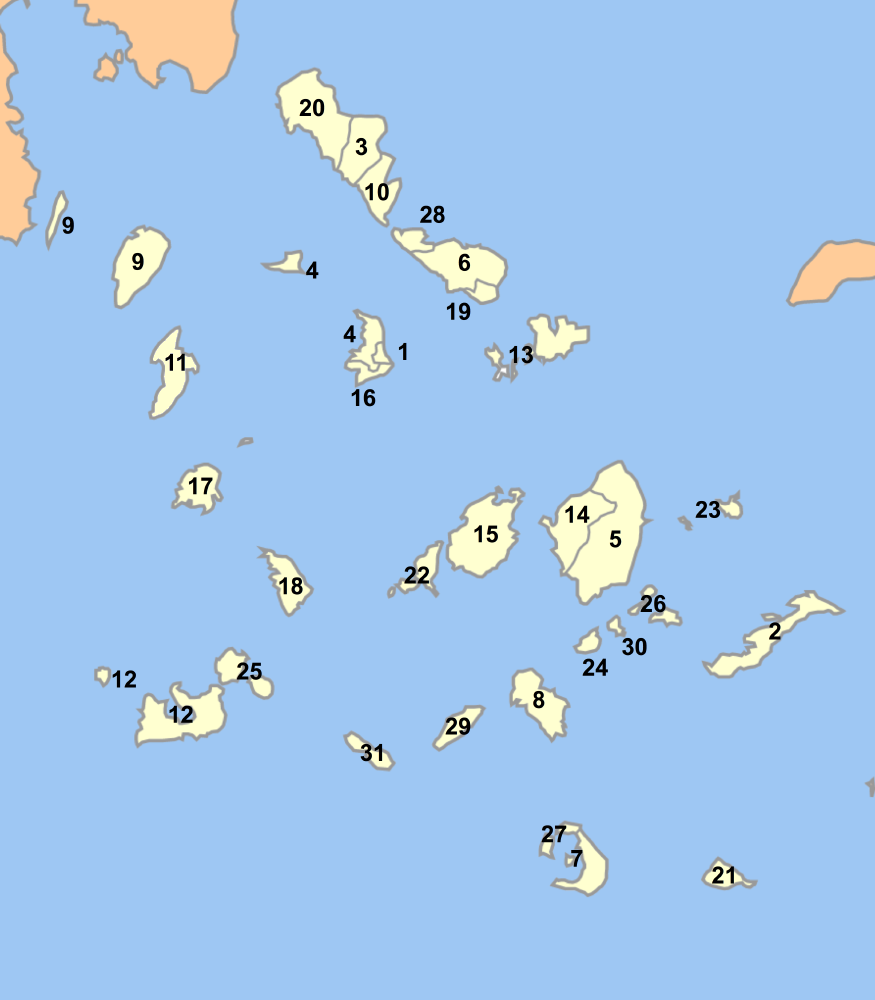
旧キクラデス県の旧自治体（1999年 - 2010年）

現在のナクソス県の地域は、かつて広域自治体（ノモス）であるキクラデス県に属していた。カリクラティス改革（2011年1月施行）にともないノモスは廃止され、その県域は分割されて行政区（ペリフェリアキ・エノティタ）としてのナクソス県が成立した。旧自治体は新自治体（ディモス）を構成する行政区（ディモティキ・エノティタ）となっている。
下表の番号は右図と対応している。「旧自治体名」欄で※印を付したものはキノティタ、それ以外はディモス。「政庁所在地」欄で太字になっているものは、新自治体の政庁所在地となったものを示す。
|    | 旧自治体       | 綴り       | 政庁所在地   | 新自治体               |
| -- | -------------- | ---------- | ------------ | ---------------------- |
| 2  | アモルゴス     | Αμοργός    | アモルゴス   | アモルゴス             |
| 5  | ドリマリア     | Δρυμαλία   | ハルキオ     | ナクソス・小キクラデス |
| 14 | ナクソス       | Νάξος      | ナクソス     | ナクソス・小キクラデス |
| 23 | ドヌサ ※       | Δονούσα    | ドヌサ       | ナクソス・小キクラデス |
| 24 | イラクリア ※   | Ηρακλειά   | イラクリア   | ナクソス・小キクラデス |
| 26 | クフォニシア ※ | Κουφονήσια | クフォニシア | ナクソス・小キクラデス |
| 30 | スヒヌサ ※     | Σχοινούσα  | スヒヌサ     | ナクソス・小キクラデス |

- Διοικητική διαίρεση νομού Κυκλάδων - キクラデス県の自治体・集落一覧（1999年 - 2010年）